# تپه گورستان کیله چالان
تپه قبرستان کیله چالان مربوط به دوران‌های تاریخی پس از اسلام است و در شهرستان آوج، بخش آبگرم، روستای ساغران سفلی واقع شده و این اثر در تاریخ ۱۹ اسفند ۱۳۸۰ با شمارهٔ ثبت ۴۸۳۰ به‌عنوان یکی از آثار ملی ایران به ثبت رسیده است.